# ジョン・アイアランド (作曲家)
ジョン・ニコルソン・アイアランド（John Nicholson Ireland, 1879年8月13日 – 1962年6月12日）は、イギリスの作曲家。スコットランド系。

## 生涯
チェシャー州マンチェスター市オルトリンガム近郊のバウデンに生まれる。父のアレグザンダー・アイアランドはジャーナリストであり、新聞社も経営していた。父はジョンが生まれた時点で70歳だった。ジョンは5人きょうだいの末っ子だった。母アニー（旧姓ニコルソン）は夫よりも30歳若く、夫アレグザンダーにとっては1人目の妻と死別して以来の2度目の結婚だった。母アニーはジョンが14歳の時、王立音楽大学に入学した直後の1893年10月に亡くなり、父アレグザンダーも翌年、ジョンが15歳の時に亡くなった。ジョン・アイアランドは、「子供のころの悲しい思い出にとらわれて、自分に厳しく、内省的であった」と言われる。
1893年に入学した王立音楽大学においては、ピアノ演奏をフレデリック・クリフに、オルガン演奏をウォルター・パラットに師事した。また、1897年からチャールズ・ヴィリアーズ・スタンフォードの下で作曲法を学んだ。1896年にはロンドンにある聖三位一体教会の副オルガニストに任命される。また、1904年から1926年までの間、チェルシーの聖ルカ教会の正オルガニストと教会の楽長を務めた。
その後は自らも母校の教壇に立ち、アーネスト・ジョン・モーランやベンジャミン・ブリテンを指導した（モーランからは尊敬されたが、ブリテンからはほとんど顧みられなかった）。チェルシーの聖ルーク教会の楽長兼オルガニストにも就任している。しばしばチャネル諸島を訪れ、その景観に霊感を受けた。だが第二次世界大戦中はナチス・ドイツ軍による侵攻の直前に島から逃げ出している。1953年に公務から退き、サセックスで余生を送った。

## 作品
アイアランドは、スタンフォードからドイツ音楽の古典、とりわけベートーヴェンやブラームスの作品について薫陶を受けたが、青年時代にドビュッシーやラヴェルの作風のほか、ストラヴィンスキーやバルトークの初期作品からさえ影響を受けた。これらの影響を通じて、独自の「イギリス印象主義音楽」を繰り広げたため、その頃イギリスで優勢を誇った民謡に依拠する様式よりも、フランス印象主義音楽やロシア象徴主義音楽に近似した、繊細・瀟洒な作風を示している。
他の印象主義の作曲家のように、アイアランドも自由な形式による性格的小品を好み、唯一のピアノ協奏曲を除けば、交響曲やオペラのような大作は手懸けなかった。いくつかの室内楽曲や、かなりの数のピアノ曲がある。とりわけピアノ曲「聖なる少年」（The Holy Boy ）は、さまざまな編曲版を通じて最も有名なアイアランド作品となっている。A.E.ハウスマンやトマス・ハーディ、クリスティーナ・ロセッティ、ジョン・メイスフィールド、ルーパート・ブルックスの詩に作曲された歌曲は、イギリス歌曲への価値ある貢献となっている。聖ルーク教会の任務のために、聖歌やキャロルなど合唱用の宗教曲も手懸けた。なかでも、戦没者追悼式典で歌われるアンセム「大いなる愛」（Greater Love ）が名高い。「ダウンランド組曲」などの遺作は、門人ジェフリー・ブッシュにより補筆・編曲を通じて親しまれるようになった。

## その他
- 日本の音楽ユニットであるALI PROJECTのアルバム『流行世界』収録楽曲である「茸狂乱美味礼讃」のAメロは『London Pieces - Soho Forenoons』を引用している。